# Carel de Moor

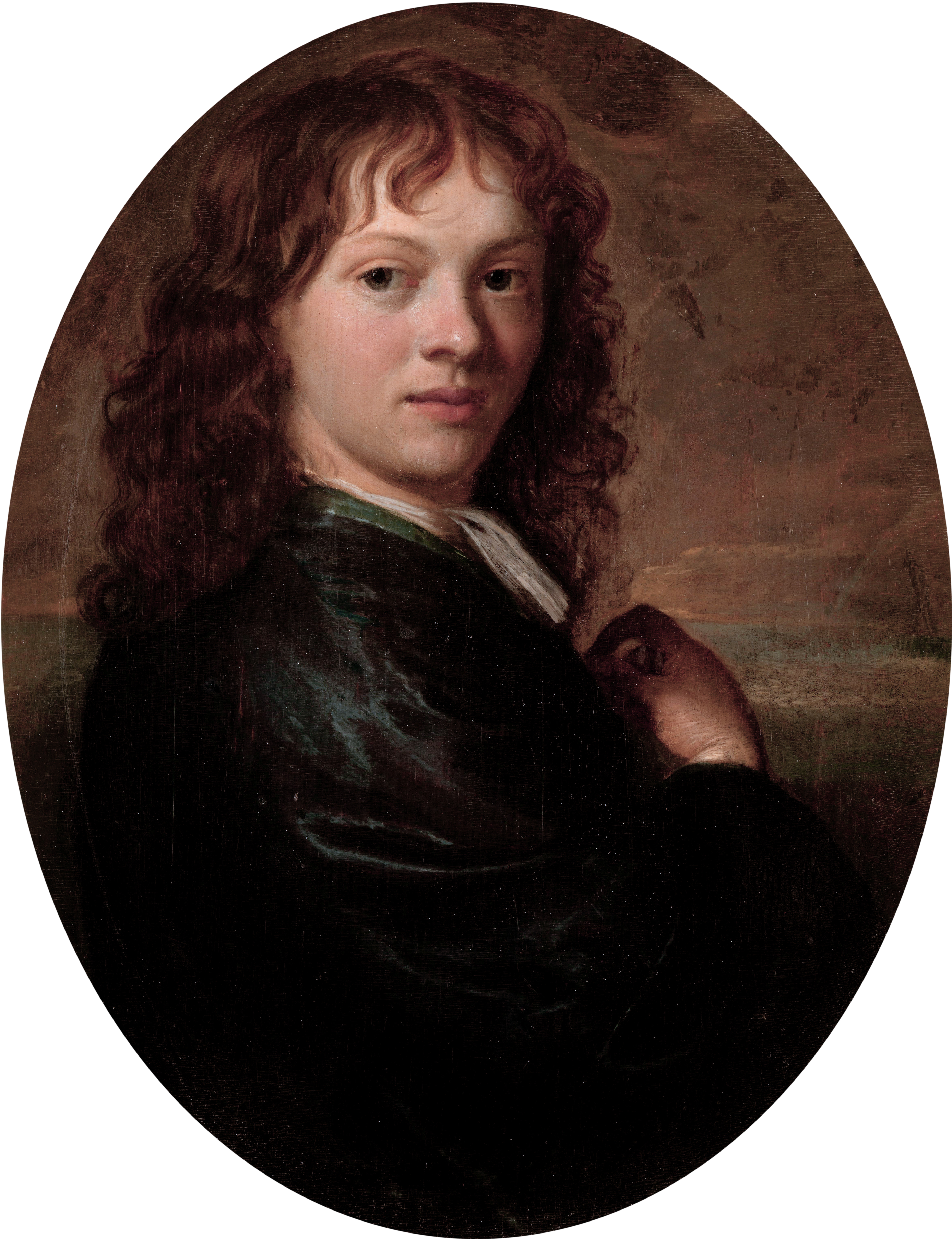
Selbstbildnis

Carel de Moor (* 25. Februar 1655 in Leiden; † 16. Februar 1738 in Warmond) war ein niederländischer Maler.

## Leben
Carel de Moor war Sohn eines Kunsthändlers und entwickelte sich zu einem der bedeutendsten niederländischen Porträtmaler in der Tradition der Leidener Feinmalerei. Seine Lehrer waren Gerard Dou, Frans van Mieris, Abraham Lambertsz. van den Tempel und Godfried Schalcken.
1683 wurde Carel de Moor Mitglied der Leidener St.-Lukas-Gilde, für die er in der Folgezeit zahlreiche führende Positionen bekleidete. Um 1694 gründete er mit Willem van Mieris und Jacob van Toorenvliet die Leidse Tekenacademie, die bis 1736 Bestand hatte.
Sein Sohn Carel Isaac de Moor (1691–1751) war ebenfalls als Porträtmaler tätig.

## Galerie

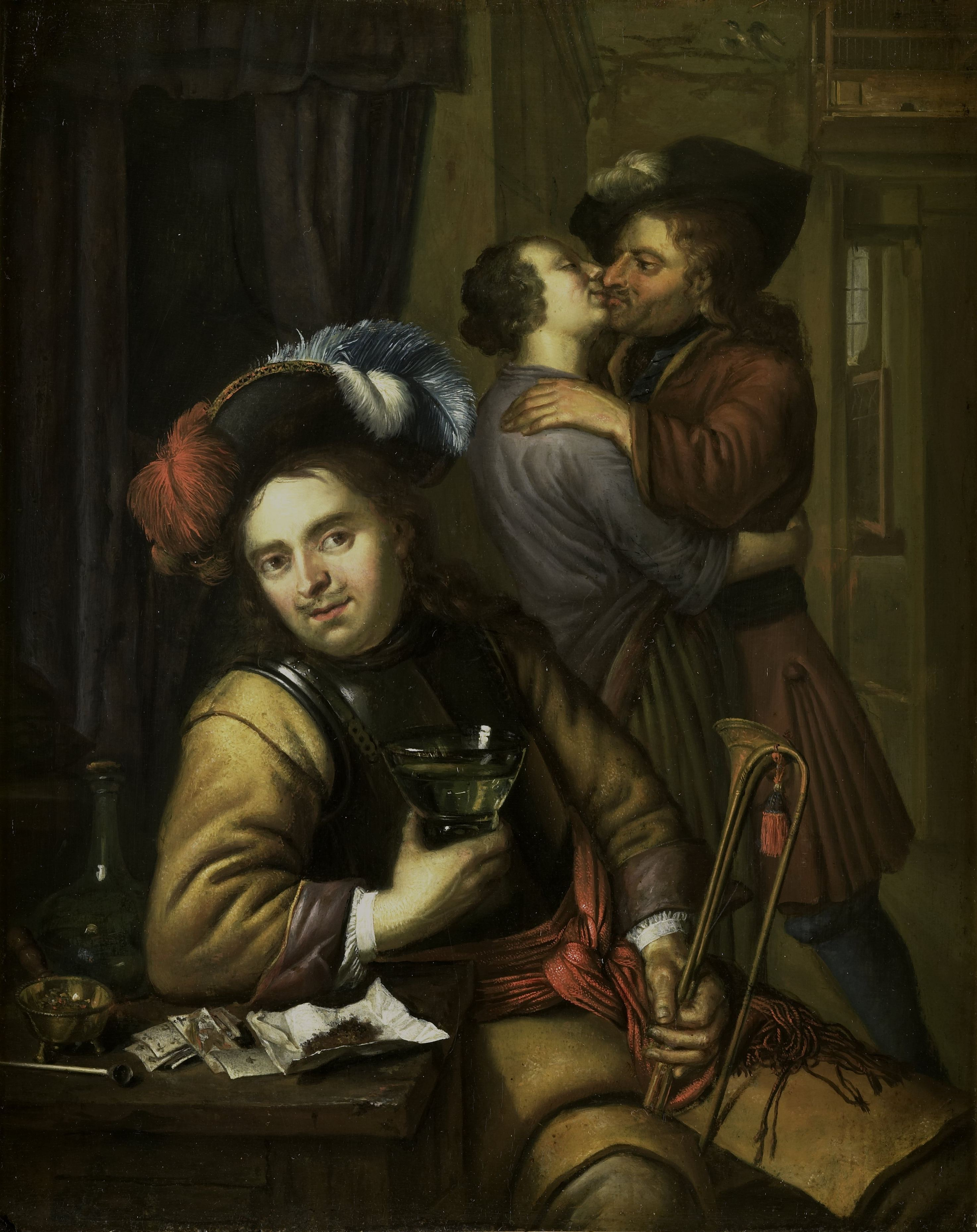
Soldaten
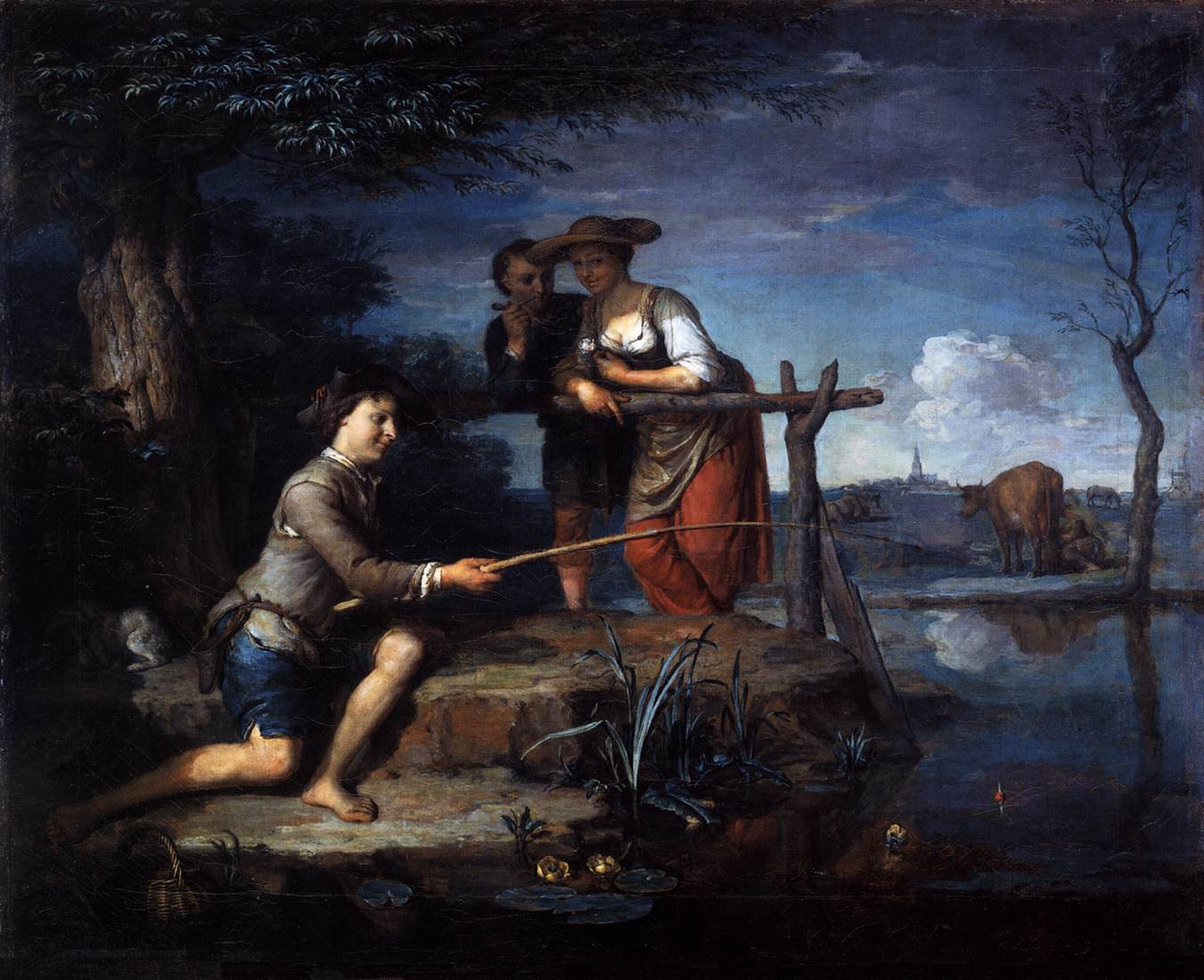
Der Angler
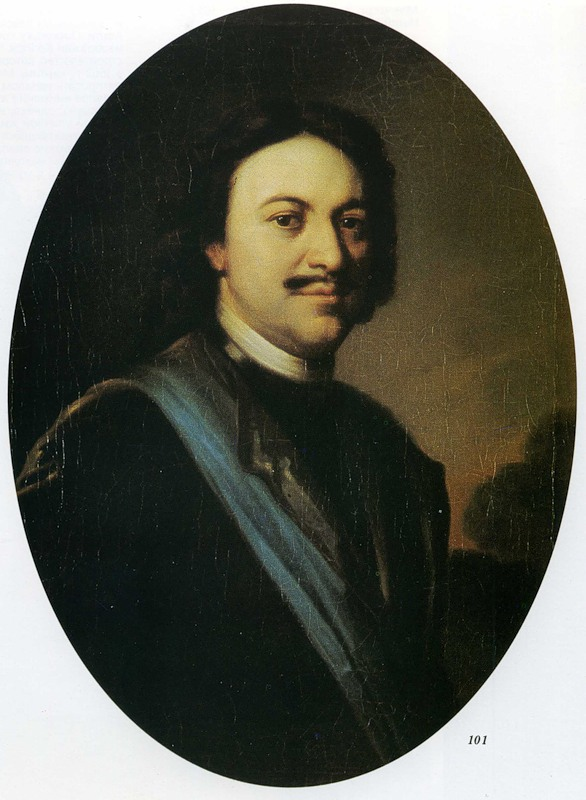
Peter der Große